# Scaevola gaudichaudii
Scaevola gaudichaudii är en tvåhjärtbladig växtart som beskrevs av William Jackson Hooker och Arn. Scaevola gaudichaudii ingår i släktet Scaevola och familjen Goodeniaceae. Inga underarter finns listade i Catalogue of Life.

## Bildgalleri

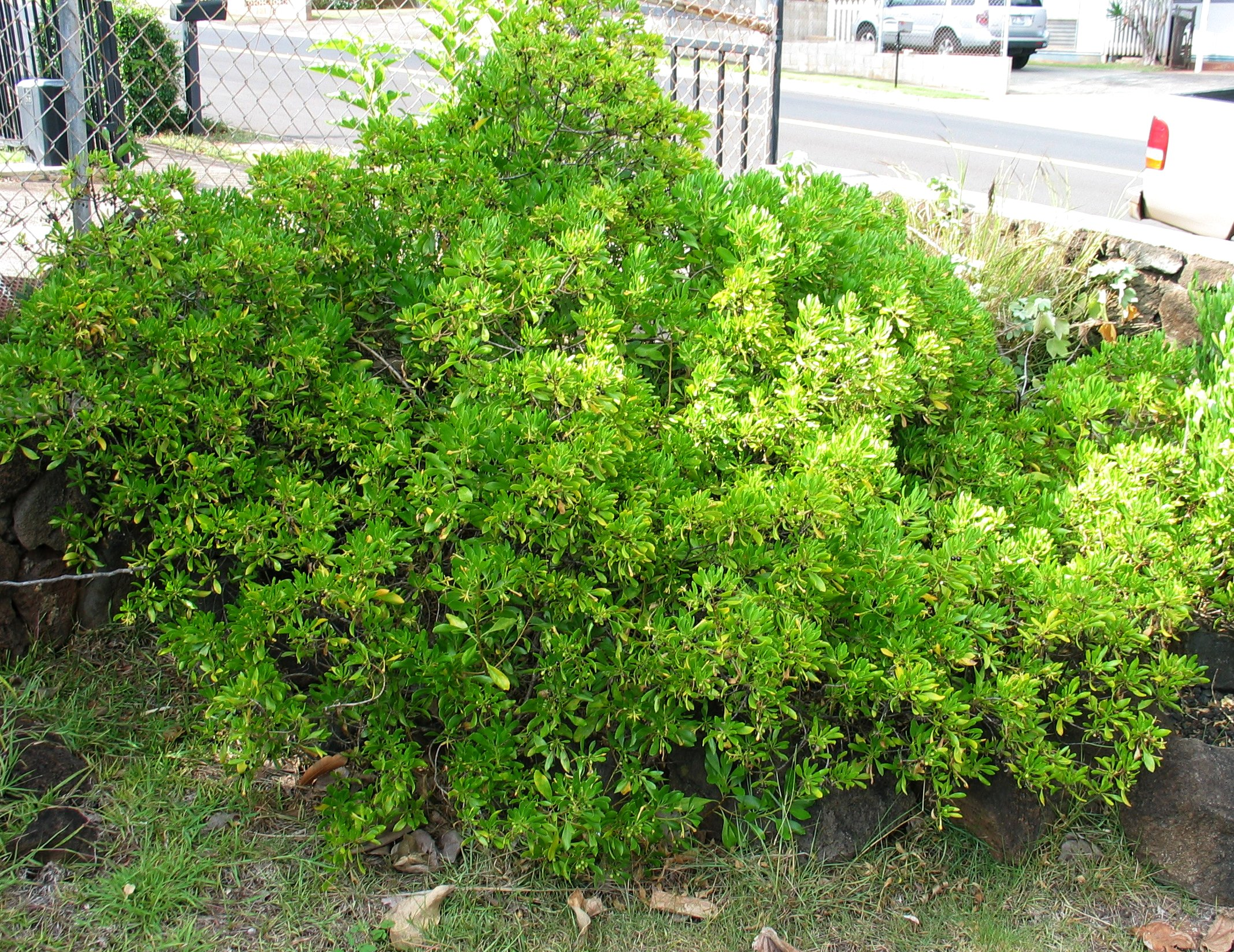
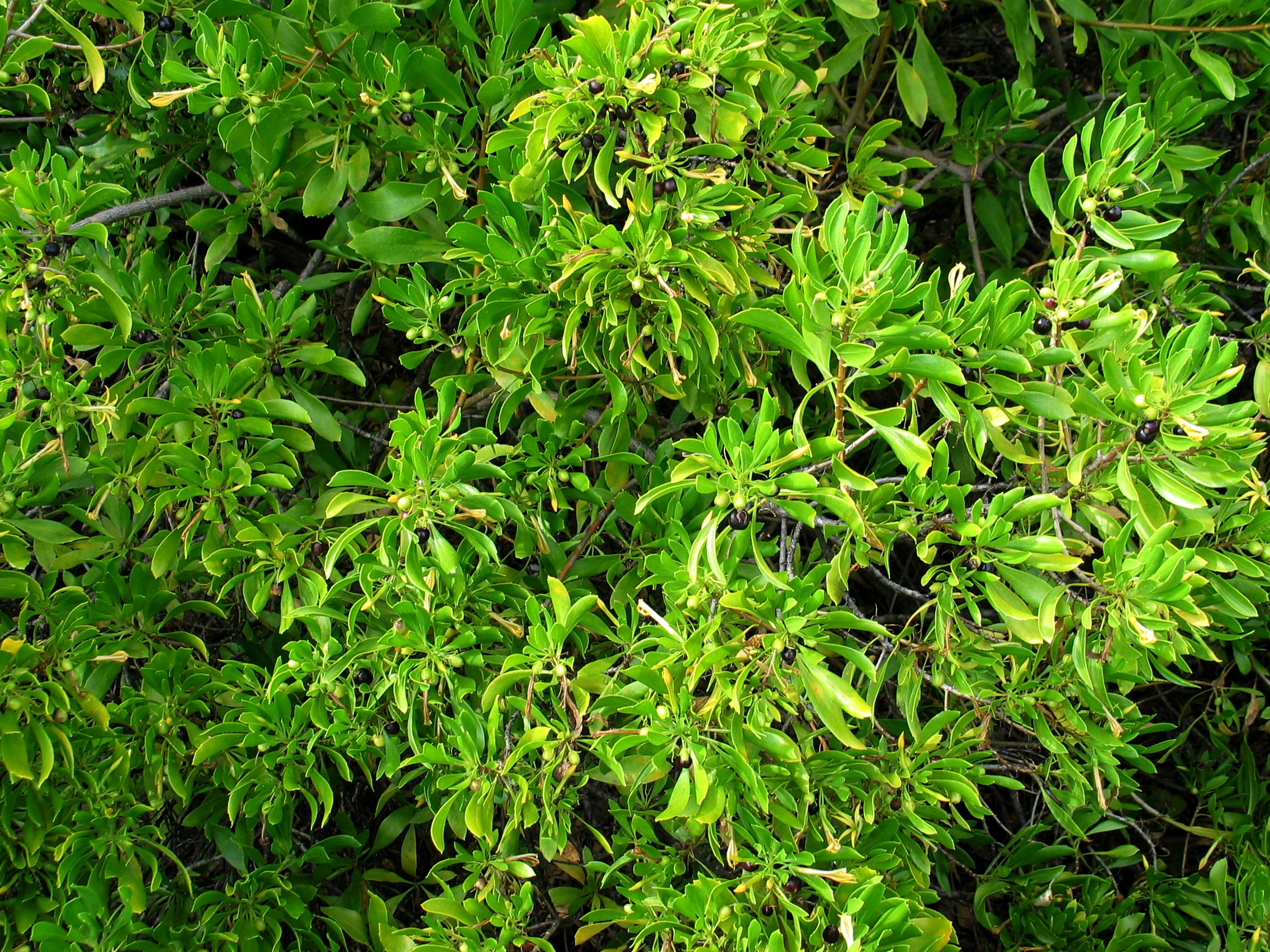
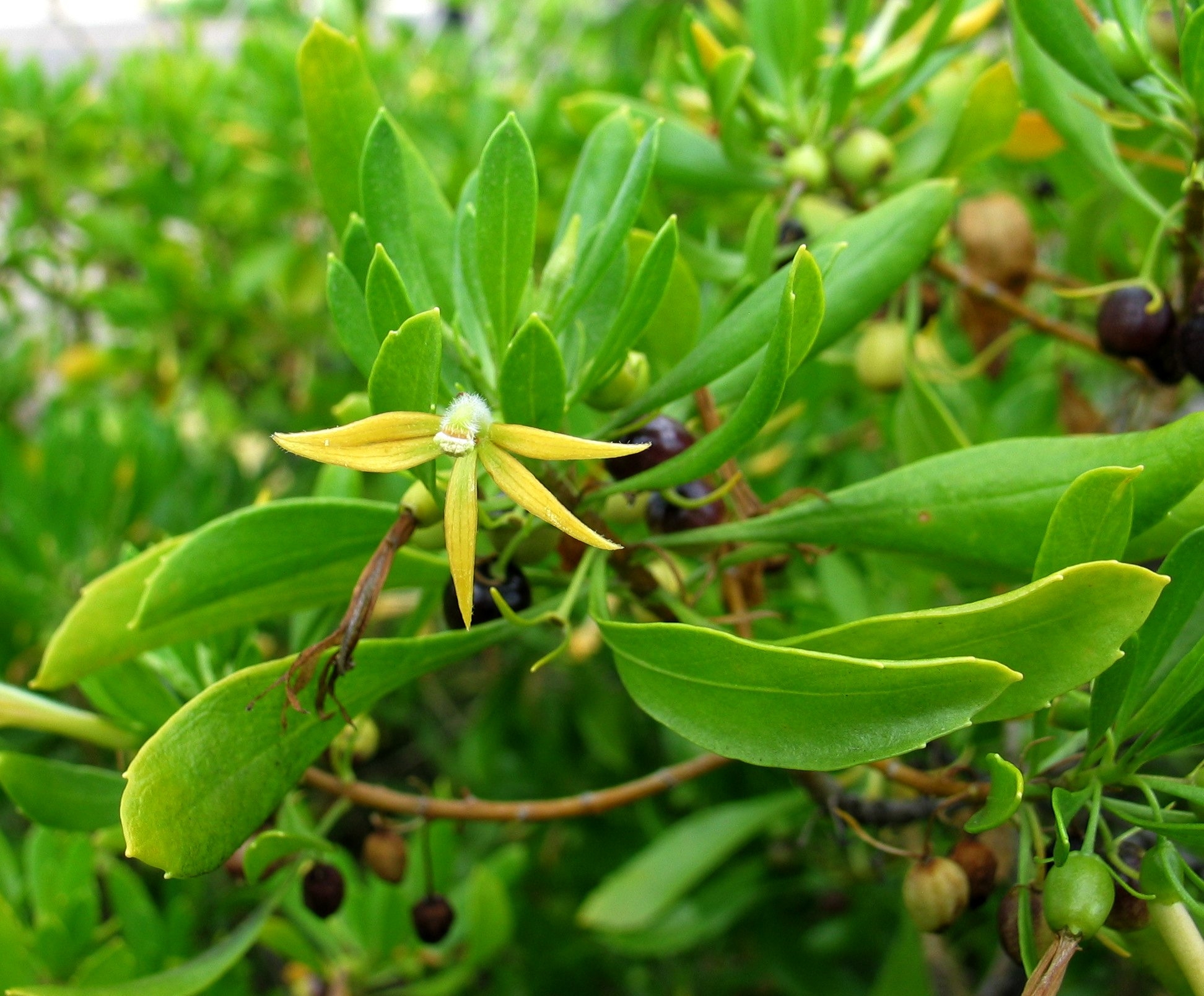
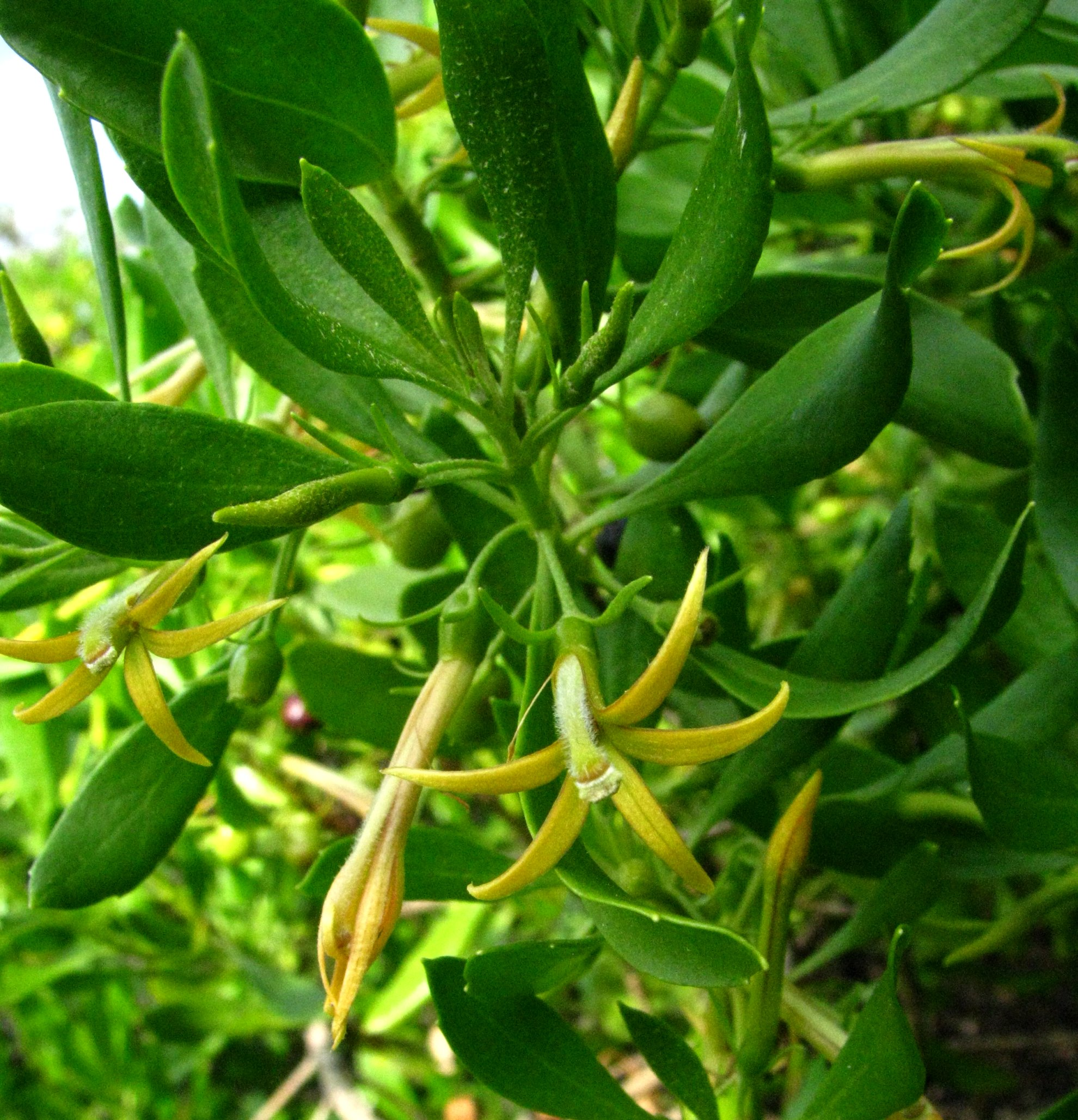
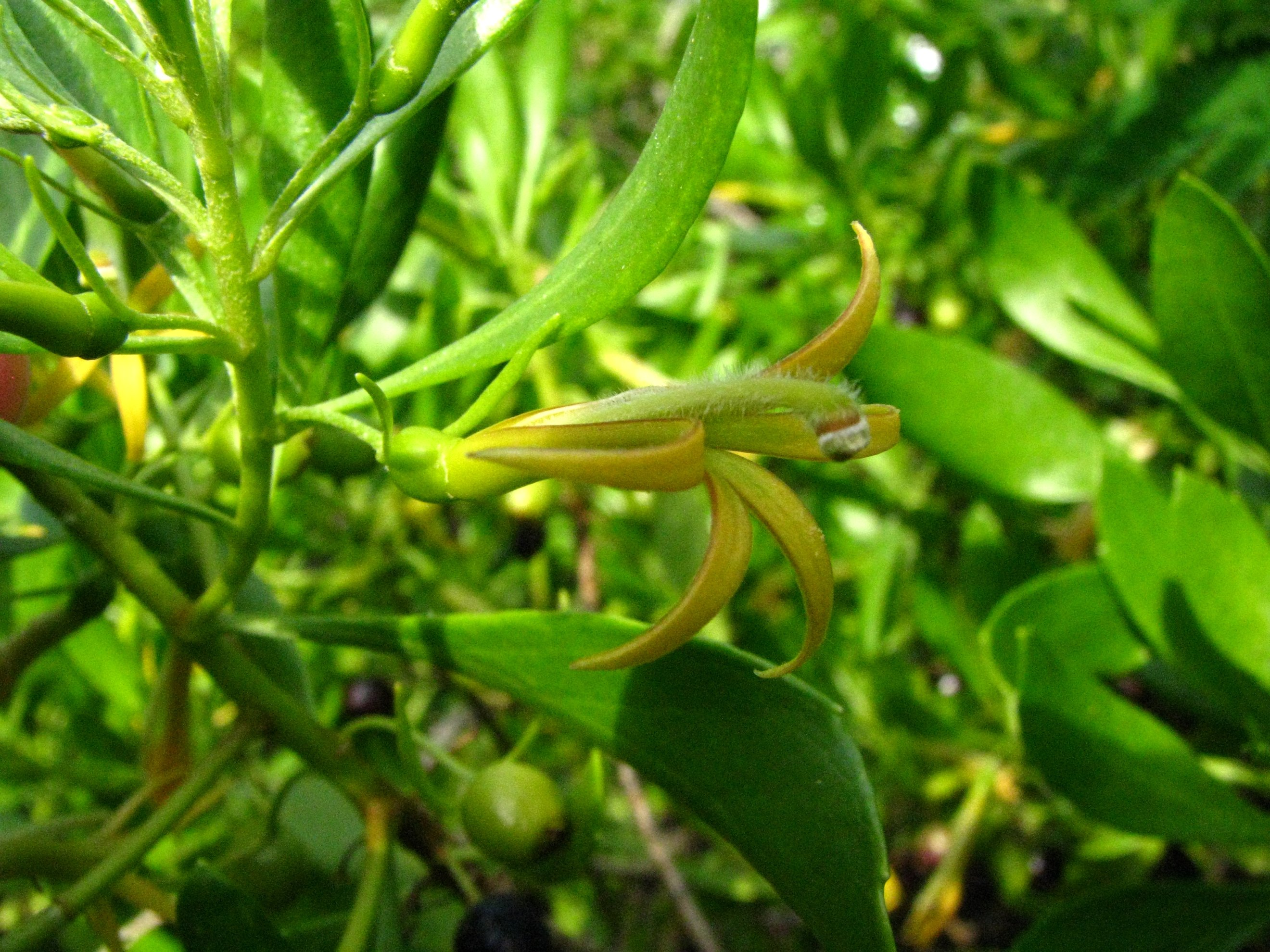
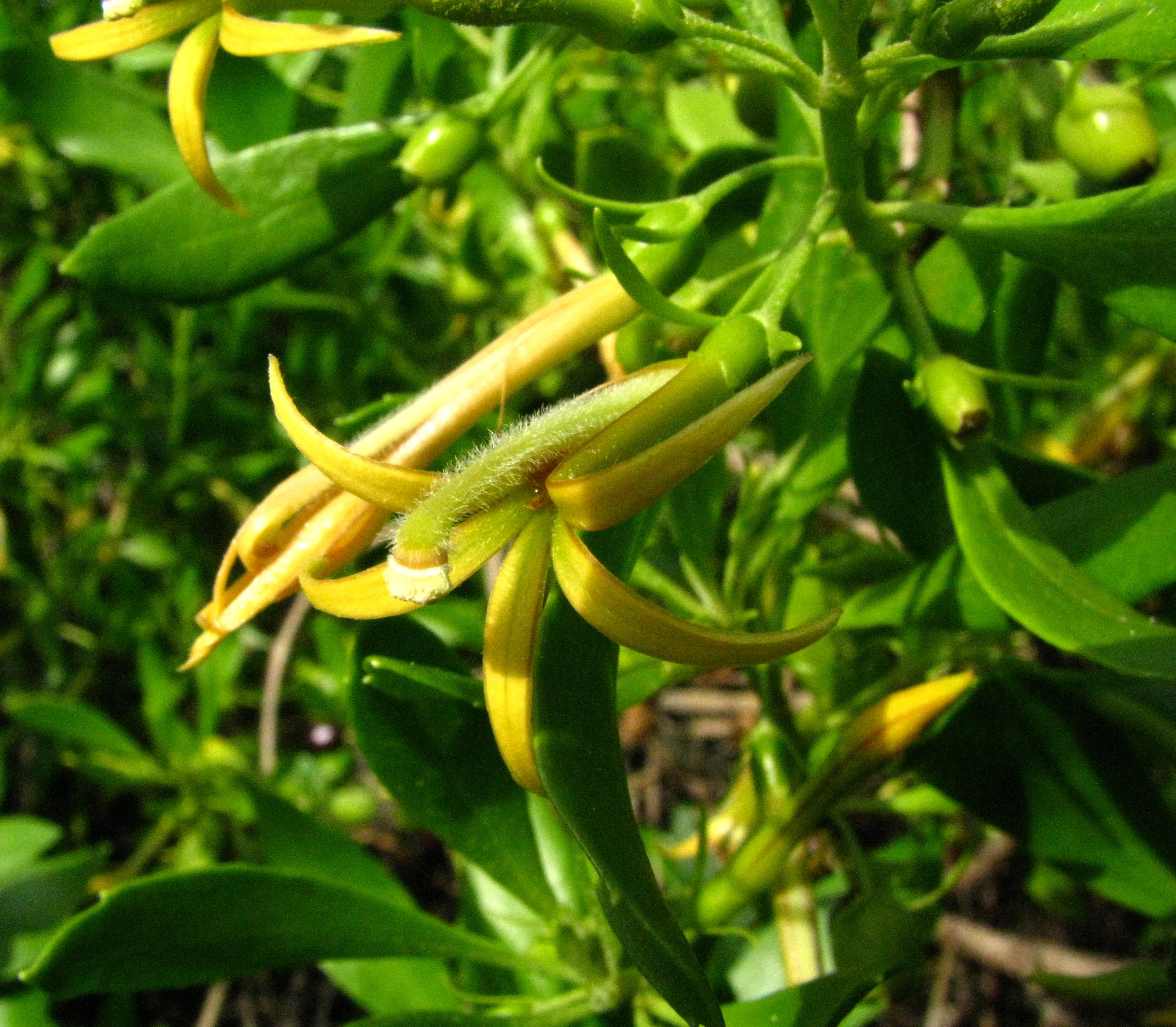